# Арг-е Бам
Цитадела Арг-е Бам (перс. ارگ بم) је највећа грађевина од ћерпича (непечене цигле) на свету, а налази се надомак града Бама у покрајини Керман на североистоку Ирана. Дана 26. децембра 2003. године, услед разорног земљотреса који је погодио град Бам и његову околину, цитадела Арг-е Бам порушена је скоро до темеља. Од земљотреса до данас највећи део цитаделе је обновљен.
„Цитадела Арг-е Бам и њен културни крајолик“ уписана је на Унесков попис места светске баштине у Азији и Океанији. Ово огромно утврђење с цитаделом у средишту налазило се на Путу свиле, а саграђено је у 5. веку п. н. е. и било је у употреби све до 1850. године н. е. Није познато због чега после тог датума више није било коришћено.
Град Бам вероватно потиче из времена пре Партијског царства (247. – 224. п. н. е.), када је изграђено прво утврђење, док је већина околних грађевина изграђена у сафавидском периоду (1501-1736). Бам је одувек био важно трговачко место познато по својим висококвалитетним тканинама и производњи одеће, али и као пољопривредно средиште где су се узгајале урме захваљујући наводњавању мрежом каната (подземних канала).
Град је био напуштен након инвазије Авганистанаца 1722. године. Након што је поново насељен, напуштен је након напада из Шираза 1762. године. Од тада је цео град претворен у војне бараке до 1850. године. Град је полако напредовао као пољопривредно, а касније и индустријско средиште, све до катастрофалног потреса 2003. године. Данас се полако обнавља и постаје туристичко место захваљујући приливу многих посетилаца који долазе да виде древно утврђење.
Читава грађевина заправо представља импозантно утврђење у чијем је срцу смештена цитадела, но захваљујући елегантном изгледу цитаделе која представља најузвишенији део утврђења, читаво утврђење је названо цитадела Арг-е Бам.

## Кратка историја
Не постоји прецизно археолошко датирање грађевина цитаделе Бам. Међутим, кроз историјске изворе и древне текстове, прво људско насеље у овој области може се пратити до утврђења које су подигли Ахеменијани, око 579–323. године не. Неке од карактеристика цитаделе, као што је њено постављање на платформи која комбинује природни врх брда и вештачку терасу, археолози су упоредили са ахеменским моделом Персеполиса.
Током Партске владавине, утврђење је проширено и постало је Арг-е-Бам, цитадела Бама. Упоредна студија под називом „Бам и кратка историја урбаног насељавања и планирања у Ирану“ закључила је да су суштинско језгро града Бама и гувернерска секција изграђени током Партске ере. Под Сасанидима, замак је заузео Ардешир Бабакан. Нова утврђења и зидови подигнути су између 224. и 637. године.
Године 645, област Керман су освојили Арапи и Арг-е-Бам је вероватно претрпео штету током рата. Један од арапских команданата основао је џамију Ал Расоул, једну од првих џамија изграђених у Ирану у раној исламској ери. Године 656, Хавариџи, група муслимана коју је Алија поразио, побегли су у Керман и Бам где су се населили у Арг-е-Баму. Године 869, Јакуб ибн ал-Лејт ал-Сафар, који се борио против Абасида, поразио је Хавариџе и преузео Арг-е-Бам. Тада је ова локација постала његов стални базни логор. Име Бам први пут помињу исламски писци у 10. веку. Према овим ауторима, Бам је тада био добро успостављена пијаца окружена широким пољопривредним подручјем. Град је био познат по својим елегантним и примереним памучним тканинама, својој наводно неосвојивој тврђави, ужурбаним базарима и палмама.
Након монголске инвазије Ирана, Бам и област Керман предати су династији Карахата, која је владала регионом од 1240. до 1363. године. Бам је имао користи од стратешке локације на путу зачина, повезујући регион са Путем свиле. Град је био познат по узгоју свилене бубе и процвату индустрије свиле.
Током владавине Сафавида, од 1502. до 1722. године, Иран је прошао кроз период релативног мира и стабилности. Арг-е-Бам је био знатно развијен, као и остатак земље. Палата Четири сезоне изграђена је у овом периоду. Пред крај владавине Сафавида, Арг-е-Бам је освојио оснивач династије Каџар, Ага Мохамед Кан, који је користио цитаделу као стратешку тачку да се одбрани од упада из Авганистана и Белуџстана и тако ју је претворио у војну комплекс. Године 1839, Ага Кан I, имам низаријске исмаилитске секте, устао је против Мохамеда Шаха Каџара и склонио се у Арг-е-Бам, све док га принц Фируз Мирза, који је касније постао познат као Фарман Фарма (владар владара), није ухапсио. Све веће војно присуство унутар зидина Арг-е-Бама постепено је довело људе да се насељавају изван граница бедема. Године 1880, Фируз Мирза је писао да у подручју цитаделе борави само војно особље и предложио је да се стари и напуштени град који се налази у подножју цитаделе сруши и да се подручје претвори у врт. Године 1900, почела је изградња новог града Бама и људи су постепено напуштали стари Бам.
Цитадела је коришћена као гарнизон до 1932. године; међутим, од тада су гарнизон и стари град напуштени. Године 1953, локалитет је постао признат као национално значајно историјско место, и почео је постепени процес конзервације и рестаурације; међутим, већина радова је обављена од 1973. године.
Након Исламске револуције, Арг-е-Бам је стављен под одговорност Организације за културно наслеђе Ирана (ICHO). Године 1993, цитадела је проглашена за један од најзначајнијих пројеката Организације за културну баштину.

## Димензије
Површина цитаделе износи 180.000 m квадратних, а опасана је зидинама висине између 6 и 7 m и укупне дужине 1815 m. Цитадела се састоји од две засебне целине од којих свака има своје посебне карактеристике. Широм древног града Бама уздизало се 67 кула, укључујући и 38 које су се налазиле у оквиру самог утврђења.

## Пројектовање и изградња цитаделе
Планирање и градња цитаделе по свему судећи су били пажљиво осмишљени у погледу различитих аспеката. Из садашње форме цитаделе јасно се види да је онај или они који су планирали њену градњу имали јасну визију целокупне завршене грађевине и града још од раних стадијума градње. Током сваког појединачног стадијума градње сваки сегмент понаособ би био саграђен као довршена форма, и то тако да се сваки наредни придодати сегмент лако и природно надовезује на већ постојеће сегменте.
Цитадела је лоцирана у срцу војног утврђења – града, на локацији која обезбеђује најбољи и најшири поглед на околину.
Архитектонска форма цитаделе састоји се од две засебне целине:
1. „Гувернерске четврти“ која се налази у оквиру унутрашњих зидина и укључује војну тврђаву, целогодишњу резиденцијалну зграду владара, млин, војне бараке, 40 m дубок бунар и штале за 200 коња.
2. Стамбене четврти Старога града која окружује Гувернерску четврт, а састоји се од главне капије града, пута који спаја капију града са улазом у утврђење у правцу север-југ, базара који заузима простор дуж поменутог пута, и око 400 кућа са припадајућим јавним зградама попут школе и спортских објеката.

Што се стамбене четврти тиче, препознатљива су три типа кућа:
1. Мање куће са 2-3 просторије за сиромашне породице.
2. Веће куће са 3-4 просторије за имућније породице средњег сталежа, од којих поједине имају и трем.
3. Велике, луксузне куће са већим бројем просторија окренутих на различите стране света како би биле погодне за различита годишња доба, заједно са великим двориштима и стајама за домаће животиње у близини куће. Оваквих кућа је у граду било најмање, а истицале су се Систанска и Јеврејска кућа.

Све грађевине су грађене од непечене цигле – ћерпича, захваљујући чему је цитадела Арг-е Бам све до земљотреса 2003. године важила за највећу грађевину ове врсте у свету.

## Безбедност
Када би се врата капије града затворила, ниједан човек нити животиња не би могли ући унутар или изаћи изван градских зидина. Житељи града могли су опстајати веома дуго без потребе за везама са спољашњим светом захваљујући бунарима, баштама, воћњацима и стајама са домаћим животињама којима су располагали унутар зидина. По изградњи војног утврђења житељи града су чак и под опсадом несметано могли живети у граду док би војници бранили град са цитаделе опасане високим зидинама и кулама.

## Систем хлађења
Поред кула стражара и високих зидина утврђења украшених орнаментима, цитаделу карактеришу и величанствени ветрохвати који се уздижу на хоризонту. Ветрохват је конструкција у облику димњака која је смештена изнад објекта, има два функционална отвора који служе за довођење и одвођење ваздуха. Унутар утврђења коришћени су и мањи базени с хладном водом који су се налазили на путу ветра, што је додатно расхлађивало ваздух и елиминисало песак и прашину. За различите типове грађевина коришћени су различити ветрохвати. Мање грађевине су имале ветрохвате с једним отвором, док су веће и значајније грађевине имале ветрохвате с четири отвора који су ветрове из различитих праваца усмеравали ка просторијама грађевине.

## Земљотрес 2003. године
Дана 26. децембра 2003. године у 5:26 по локалном времену град Бам је задесио разоран земљотрес магнитуде 6,6 степени по Рихтеровој скали. Хипоцентар земљотреса био је непосредно испод града, на дубини од свега 7 km. У том тренутку у граду и околини је живело око 142.000 становника. У потресу је страдало око 26.200 људи, на хиљаде су повређене, а преко 75.000 људи је остало без крова над главом. Више од 80% цитаделе је потпуно уништено.

## Помоћ света реконструкцији цитаделе Арг-е Бам
Будући да је цитадела заједно са својом околином представљала значајно завештање светске баштине, многе земље света учествовале су у њеној обнови. Јапан, Италија и Француска биле су међу првим земљама које су понудиле помоћ. Јапан је Ирану упутио донацију од приближно 1,3 милиона долара за реконструкцију, као и подршку у виду опреме и израде 3Д плана Бама како би реконструкција била што прецизнија. Министарство за културно наслеђе и туристичке активности Италије такође је допринело реконструкцији имплементацијом пројекта вредног око 500.000 евра за реконструкцију Куле бр. 1 (на југозападном крилу историјског града). Пројекат је, уз сарадњу италијанских и иранских стручњака, приведен крају у лето 2011. године. Француска је такође помогла израдом детаљне мапе Бама, а Светска банка је донирала значајну суму у знак помоћи овом пројекту. Иранска цитадела Арг-е Бам, након земљотреса стављена на листу угрожених светских баштина, скоро деценију је лежала у рушевинама. Но захваљујући напорима уложеним у реконструкцију Унеско је јуна месеца 2013. године скинуо Арг-е Бам са те листе.
Дана 28. априла 2014. године Бам је посетила и генерална директорка Унеска Ирина Бокова, која је том приликом изјавила: „Унеско је био прва светска организација која је стигла у Бам након земљотреса. Мени је добро познато културно-историјско наслеђе покрајине Керман и града Бама. Што се цитаделе Арг-е Бам тиче, експерти су већ раде на обнављању, и тај пројекат ће бити настављен све до 2020. године. Свесрдно радимо на томе да привучемо финансијску подршку бројних земаља, а у конкретном случају користићемо средства из фондова за помоћ Јапана и других земаља.“
Иначе, Јапан и Италија су већ учествовали у реконструкцији Бама, донацијама од по више од милион долара.